# コロニーな生活
『コロニーな生活』（コロニーなせいかつ）は、株式会社コロプラが提供している携帯端末向けの位置情報ゲーム（位置ゲー）である。スマートフォン（Android/iphone）向けにアプリが配信されている。

## 概要
仮想のスペースコロニーが存在し、維持・管理するために仮想通貨である「プラ」を蓄えて、その通貨で様々な設備やアイテムを整える。これによりコロニーを発展させるのが、このシミュレーションゲームの主要部分である。
公式サイトでは、『位置情報登録を利用したシミュレーションゲームである「位置ゲー」のパイオニア』と説明されており、会社名の「コロプラ」はこのゲームの略称（愛称）から来ている。競合するゲームには、ケータイ国盗り合戦、まちつく!がある。
携帯電話の位置測定機能を使用する。GPSだけではなく、各キャリアの基地局アンテナ位置も基準とするため、GPS機能を搭載していない携帯電話でも位置の登録が可能。位置登録は、オープンiエリアなどの簡易測位とGPSのどちらでも可能となっている。
位置登録ができない、操作回数に限度がある、特定のゲームには参加出来ないとか不具合があるなど一部機能が制限されるものの、PCからゲームをプレイすることもできる。
参加は無料であるが、システムの維持のために各種プリペイド式電子マネー（ウェブマネー・Edy・モバイルSuicaなど）による「投げ銭」を募っており、投げ銭をすることによって、様々な特殊アイテムをゲーム運営側から「お礼」としてもらう形で購入する事ができる。
投げ銭をすることによって、ゲームを有利に進める事がほとんどであり、定期的に開催されるイベントにおいてはその有利性が高い場合が多い。
「株式会社コロプラ」として法人化してからは、スポンサー土産やツアーなど現実と連動したイベントの企画の試みもなされている。
2011年4月24日のUstream放送にて、東日本大震災や福島原発事故を揶揄する発言を社員が行ったことを受け、PCサイトに謝罪文が掲載された。なお、当該社員は厳重注意されたが解雇はされていない。

## 沿革
- 2003年（平成15年）5月 - 馬場功淳が、個人で「コロニーな生活」の提供を開始。馬場は後にコロプラ社長となり、ゲーム上ではGM『ゲームマスター』を名乗っている
- 2003年（平成15年）12月 - ケイ・ラボラトリーとホットポットによるウィルコム公式コンテンツとして「コロニーな生活II」を提供開始[3]。「コロニーな生活」および「PLUS」とは別サービス。
- 2005年（平成17年）5月 - 「コロニーな生活☆PLUS」の提供を開始[4]。あわせて初期版「コロニーな生活」の提供を終了[5]。
- 2008年（平成20年）10月1日 - 株式会社コロプラを設立し、同社に運営移管。
- 2010年（平成22年）6月23日 - ユーザー数が100万人を突破
- 2010年（平成22年）11月10日 - 株式会社コロプラが、KDDI株式会社と位置情報とゲームを連携させたプラットフォームの提供に関して、業務提携[6]。
- 2011年（平成23年）7月31日 - 正式名称を「コロニーな生活☆PLUS」から「コロニーな生活」へ変更[7]。

## ゲーム内容
1km以上移動した地点で位置登録するとプラと呼ばれる仮想通貨が手に入り、それを貯めると土地の拡張や施設の設置、アイテムの購入ができるようになる。通常は1kmあたり1プラ手に入るが、75km以上離れた地点で位置登録すると、移動距離ごとに得られるプラの額が減っていくように制限されている。また、1日ごとにプラの得られる位置登録回数は決まっている（それらを緩和するアイテムも存在する）。
施設も何も無い土地には人が住みつかないが、農場・木・貯水池といった施設を建設すると人が自然に住みつき増えていく。人口が多くなるとフィールド上の建物がテント→家→ビルと変化する。
コロニー上の人口を維持するためには資源が必要になる。供給が追いつかずに資源が尽きると、人口は減少する。資源は食料・酸素・水分の3種類で構成され、それぞれ農場・木・貯水池の各施設を土地に建設した場合に生産される。したがって、人口の増加に伴い、これらの施設の増設が必要となる。
施設には他に、隕石早期発見のための「レーダー」、隕石迎撃のための「ミサイル」、他施設を守るために隕石を誘導して引き寄せる「避石針」がある。
アイテムは資源の生産量・備蓄量の増減・実際に移動した際獲得できるプラの獲得率・人口増減率などに影響を与えるほか、さまざまな効果を持つ。すでに設置されているアイテムはレベルアップしないので、レベルを上げたい場合は上位アイテムを購入もしくはアイテム隕石で獲得した上位アイテムを再度設置する必要がある。
コロニーの外観を変えるテーマアイテムは、500種類以上にのぼる。
これらの要素を使い、住民を養いながらコロニーを発展させていくゲームである。
同地域内で位置登録したコロニーは相互連絡・情報交換、アイテム・お土産の譲渡等の交流活動が可能となる。そのためゲームユーザーにとっての簡易SNSとしての役割も果たしており、地域専用の掲示板も設置されている。

### 地域・ワープ
各都道府県はいくつかの「地域」に分割されており、全国で748地域が設定されている。各々の地域で初めて位置登録をすると踏破地域として記録され、それを都道府県ごとに一定数制覇するとアイテムなどがプレゼントされる。
地域の位置割りは基本的には市単位で構成されていて、町村部は東京都の伊豆諸島地域および小笠原諸島地域を除き、周辺の市に組み込まれている。また、本サービス開始後に誕生した新しい市についても「函館/北斗地域」のように既存の市に組み込まれている。また、市以外にも「札幌市発寒周辺地域」「仙台駅周辺地域」のような市域よりも狭いエリアや「長岡市栃尾地域」のようなサービス開始時には市であったがその後消滅した市なども地域として存在する。しかし、2014年現在「鳩ヶ谷地域」や「前原地域」など、合併で名称変更された地域の変更は行われていない。
コロニーの移動は基本的に位置登録により行われるが、ゲーム上の位置のみを他の都道府県・地域へ移動させる「ワープ」機能が用意されている。アイテム「○○の石」の使用もしくはゲートの通過によって「ワープ」することができる。
ゲートは原則としてゲーム管理者ではなく、ユーザーによって設定される。当該アイテムを使用したユーザーが実際に位置登録した2地域間を結ぶ形で設定され、設定者以外が利用するには設定者が決めた通行料が必要になる。ワープゲートには有効期限が設けられており、期限が過ぎると消滅するため、ゲートの数は地域・時期によって絶えず変化する。

### お土産
位置登録をすると、地域ごとに設定されたお土産を購入することができる。都道府県全域で購入できるお土産だけでなく、特定の駅・施設周辺でのみ購入できるお土産がある。価格はそれぞれ異なり、有名な船舶や航空機など一部高額なお土産も存在する。
2009年6月5日、全国で主にテーマパーク・灯台・温泉・文学作品・詩人などにちなんだお土産が129種類追加され、2010年4月26日には、さらにご当地野菜・郷土特産品・祭事等にちなんだ104種類が追加された。その後も数度にわたってお土産が追加されている。
全お土産を消費することで特殊アイテムである「アイテムの種」と交換できる。前述の通り特定の駅・施設周辺でのみ購入できるお土産が少なくなく、全てのお土産を自力で収集することは相当な困難を伴う。「お土産」はアイテム同様コロニー間の譲渡・売買が可能であるため、全てのお土産を収集するために必然的に他のコロニーとの交流が必要となる。

### コロカ・スポンサーお土産
2009年よりスタートした、新形態のお土産。位置登録では手に入れることができない。
株式会社コロプラのスポンサーとなっている企業・店舗・施設に行き、実際に買い物を行うことで手に入れることができる。対象となる店舗は2014年8月現在200店舗あり、200店舗を上限とすると発表されている。ただし、過去にスポンサーであった店の提携解除による新規登録がされているので、登録店舗数（=店舗のシリアルナンバー）は200を超えている。
買い物を行った際にコロプラのユーザーであることを申請し、会計時に金額に応じて、対象のお土産がデザインされているトレーディングカードであるコロカをもらい、カードに描かれたシリアルナンバーを入力してコロプラ上でお土産を購入する。
コロカは1箇所につき、配布対象商品5000円購入ごとに1枚もらえてお土産10個購入可能な「金」、配布対象商品2000円購入ごとに1枚でお土産4個購入可能な「銀」、配布対象商品1000円購入ごとに1枚でお土産2個購入可能な「青」の3種。また、一定数のコロカを配布し終えた店舗が新デザインのカードを制作している例が多数あるので、実際のカード種類数は上記の提携解除店のものも含め、600種を大幅に超える。なお、コロカ入手後のコロプラ上でのお土産購入額は20プラ均一。

### 隕石
不定期に隕石が発生し、何もせずに放置すると落ちた地点の土地が消滅する。施設や住民がいれば土地と共に消滅する。
これらの被害を回避するには、1km以上移動した上での位置登録やミサイルの設置ならびに発射設定による迎撃、避石針の設置による落下位置の誘導という処置が必要となる。
位置登録では隕石を回避し、ミサイル迎撃では隕石が上空で消滅するため、フィールド上に被害は出ない。避石針での位置誘導は隕石の落下を伴うため、土地が消滅する。
一定割合で「アイテム隕石」と呼ばれる隕石が降ってくることがある。この隕石は、落下の際に人口に応じたアイテムが1つ手に入る。しかし、位置登録・ミサイル迎撃をしてしまうと隕石が消滅するため、アイテム取得はできない。アイテム隕石が土地に落ちた場合も、通常の隕石と同じように土地は消滅する。アイテムを入手したい場合は、回避・迎撃せずにアイテム隕石をフィールド内に落とさなければならず、設置した施設や住民を守りたい場合には避石針および土地を犠牲にする必要がある。
2枚目以降のフィールドで人口が8001人以上の場合、巨大隕石が発生することがある。迎撃にはミサイルが3つ必要で、迎撃に失敗すると最悪の場合落下地点を中心として上下左右合計5マス（十字型）の土地がなくなる。また、巨大アイテム隕石も存在しフィールド上に落とすと巨大隕石同様、土地がなくなるがアイテムを最大3つ入手可能。ミサイル迎撃数により入手できるアイテムは減少する。

### わらし
人口が6001人以上のフィールドには、わらしが取り憑くことがある。わらしには6001人以上のフィールドに取り憑く「コロわらし」と、8001人以上のフィールドに取り憑く「鬼わらし」の2種類がある。
取り憑いたわらしは、アイテムをプレゼントしたり、ミサイル設定を変更(ON→OFF/OFF→ON)したり、呟いたりする。また、フィールドに設置してあるアイテムや所持しているアイテム・プラをわらし箱にしまうことがある。
わらしに取り憑かれた場合、「お祓い」という作業でわらしと別れることができる。お祓いするには指定されたアイテムが、コロわらしなら1つ、鬼わらしなら2つ必要。わらし箱がある場合、お祓いをした後にSOS発信を行い、周囲の地域コロニーに「お助け」してもらう(コロわらしは5回、鬼わらしは10回)と中身を取り返すことができるが、時間の経過に伴ってアイテムが消えたりレベルが下がったりする。なお、稀に上がる事もある。
また、コロわらしに限り、取り憑かれにくくなるアイテムと取り憑かれやすくなるアイテムがある。

## 関連商品等

### コロ旅
JTBとコロプラが2010年2月12日に発表した、このゲームと連動したツアーの名称。2月15日から、第一弾となる岩手ツアー・岐阜県ツアーの電話予約が開始された。
物理的な移動距離がゲームの状況に反映される位置ゲーならではの企画であり、参加者はツアーを楽しみながら、スタンプラリーのようにゲームで設定された「エリア」と呼ばれる地域を周り、その県を制覇することができる。

### ガイドブック
2010年4月28日、コロプラ公式ガイドブックが全国のローソン限定で発売開始された。初心者向けのルール解説や、ガイドブック発売時点でのお土産（後述）一覧などが、記載されている。

### コロプラ提携乗車券
西鉄バスとコロプラが連携して始めた企画及び乗車券。2012年4月5日から1年間発売。

### コロプラ☆AMXきっぷ
2012年4月1日、天草エアラインが「乗り物コロカ」付き航空運賃『コロプラ☆AMXきっぷ』を発売。

### イベント
開始時刻・終了時刻は一部を除き毎回15:00に設定されることが多い。最近では、イベント途中でルールが変更されることもある。2011年以降は1ヶ月のスパンで様々なイベントが行われている。同時に2種類以上行われる月もある。
2010年
- 2月18日-3月1日 12:00 雪だるまイベント
- 3月9日-3月31日 春の大冒険イベント2010
- 4月6日-4月20日 メトロのりかえイベント
- 4月16日-10月18日 東京再発見！食べつくし位置ゲーの旅
  - 東京メトロとタイアップを取ったキャンペーンである。イベント専用一日乗車券に記載されているシリアルナンバーを入れることでさまざまなイベントを行うことができた。
- 5月19日-6月15日 水族館イベント
- 6月17日-6月30日 初夏のお出かけイベント
- 7月6日-7月16日 大樹再生イベント
- 7月22日-8月5日 気球大作戦イベント
- 8月10日-8月31日 夏の大冒険イベント2010
- 9月7日-10月5日 二周年☆式典イベント
- 10月24日-11月9日 星座めぐり旅イベント
- 11月24日-12月3日 冬の贈り物イベント
- 12月6日-12月24日 毎日がクリスマスイベント
- 12月27日-2011年1月11日 新春大冒険イベント2011

## 利用可能端末
携帯電話・スマートフォンがメイン。パソコンからもアクセスが可能だが使用制限はある。
- docomo
- au
- SoftBank